# 蓋多州
蓋多州是索馬里南部的一個州，北鄰埃塞俄比亞，西鄰肯尼亞，东邻索马里的巴科勒州和拜州，南邻中朱巴州和下朱巴州。朱巴河自北往南流經本州。面積60,389平方公里。首府加爾巴哈雷。蓋多州是1980年代设立的，此前它是上朱巴州的一部分。从1890年至1960年在殖民时期它的南部和朱巴河的西域曾经是英国殖民地。英国和意大利为争夺非洲之角的这个部分曾经进行过两次战争。自从1990年代初在摩加迪休索马里内战爆发后在过去二十年里蓋多州的人口剧增，达近一百万人。

## 1990年代蓋多州北部
1990年代初大量摩加迪休居民迁徙到肯尼亚边境。在这段时间里这里的人口增长很快。这也是伊斯兰团结组织上升的时期。这个组织在当地扩展迅速。埃塞俄比亚政府指责该组织支持欧加登民族解放阵线等反叛组织，这导致了1996年埃塞俄比亚索马里冲突。在蓋多州内部亲埃塞俄比亚的部落与亲索马里的部落之间也爆发冲突。混战多年后2004年部落长老和知识分子在蓋多州首府加爾巴哈雷召开和平会议。会议结果之一是在三年内组织自由和公正的选举。今天蓋多州是索马里最和平的地区之一，其地方代表、市长和州长都是通过选举产生的。

## 行政区域

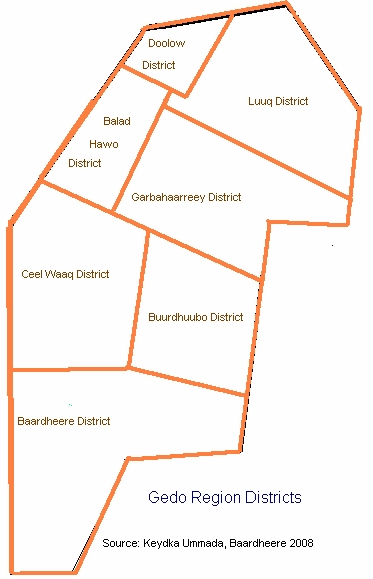

蓋多州分七个区，州府是加爾巴哈雷，大河包括達瓦河和朱巴河。達瓦河是蓋多州与埃塞俄比亚的边境。
多洛位于达瓦河畔，朱巴河从这里起源流向印度洋。

### 巴德拉
巴德拉是蓋多州人口最高的城市，是蓋多州的粮仓。这里出产和出口玉米、马铃薯、高粱、烟草、洋葱、芝麻以及番木瓜、芒果、西瓜、香蕉等水果。

## 教育
加爾巴哈雷、巴德拉等城市有中学级教育系统，那里还有技术学校，但是这些学校没有课程。
自从索马里内战爆发以来蓋多州是索马里五六个重新恢复高等教育的地方之一。巴德拉有一蓋多大学和一座巴德拉理工大学。

## 人口
根据1994年联合国报告蓋多州估计有69万居民。由于当地人的游牧这个数字随时可能提高或下降。

## 经济
蓋多州的经济以两个部分为主：农业和畜牧业。服务业，主要包括金融和电讯工业，有所增长。在大城市郊区生活的人往往在河边有农场或者牛、羊或骆驼群。朱罗河畔的农场上有州内半数人口生活和工作。
蓋多州农业和畜牧业兴旺的地方与肯尼亚，甚至与埃塞俄比亚有强烈的贸易关系。这使得蓋多州的经济比较稳定。在1990年代里尽管索马里内战三国之间的贸易依然继续。
蓋多州的农业产品在和平时间里一直可以运输到亚丁湾边的吉布提。

## 政府
除州长外蓋多州还有一由32人组成的议会，其成员直接从州的七个区选举产生，每个区选举的人数按照各区居民数量分配。议会按照新颁布的州宪法运行。州长任命所有州级的官员。
经过长期征战后当地长老开始进行和平谈判。这个谈判最后成功，并导致州议会的选举。联合国开发计划署资助了这个过程。

## 地理
蓋多州是索马里地形最多边的地方。它的部分地方是石头山，红沙几乎在整个州都有，在朱巴河谷中则有白沙丘。巴德拉区的北部有平原。在州的中部有风化的石头山和峡谷。这些峡谷中有流向东南的雨水。州的南部是红沙平原。

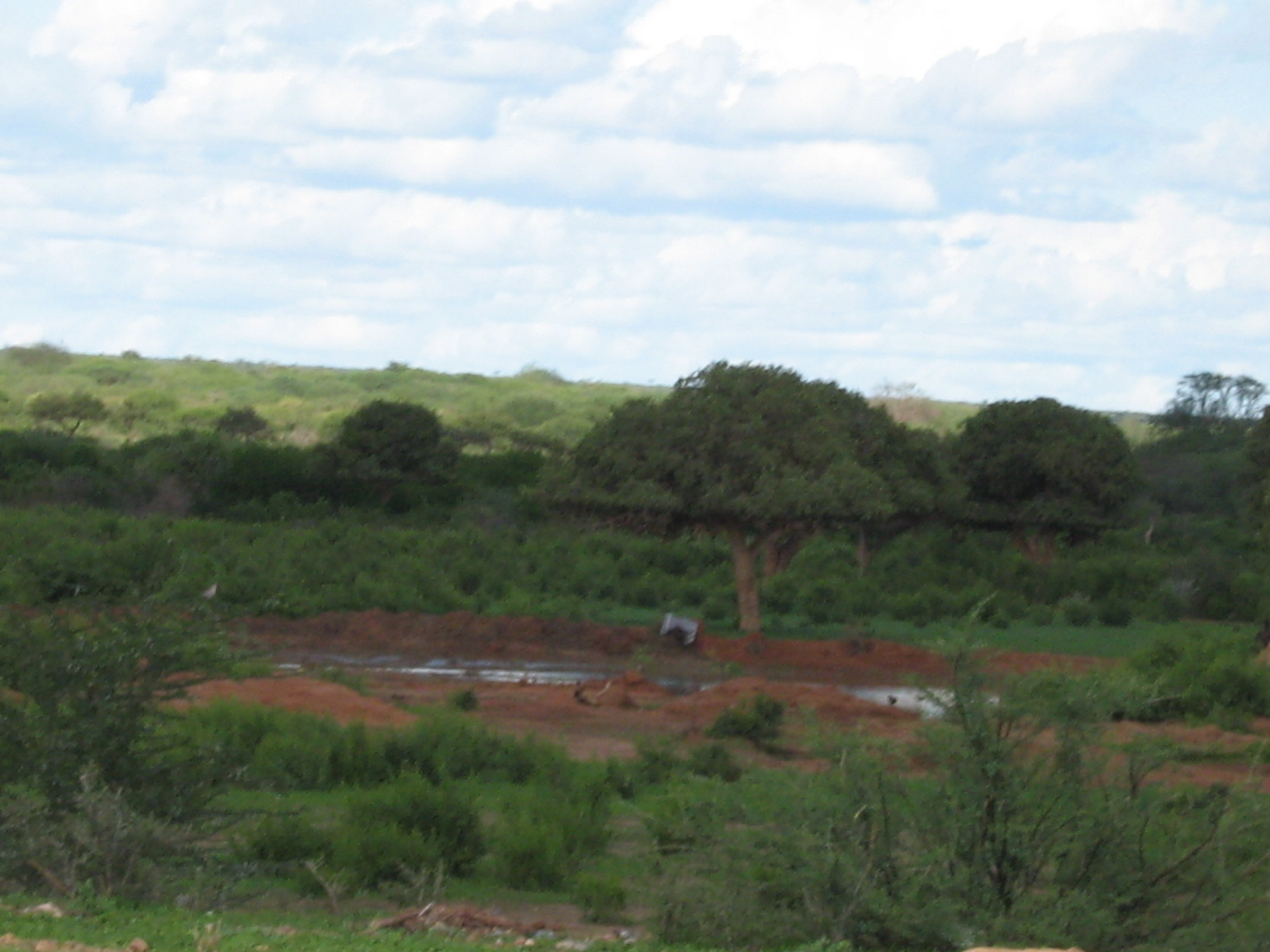
Faafaxdhuun湖

索马里最常见的四中牲畜骆驼、家牛、山羊和绵羊在蓋多州有很多。一般羊群里既有山羊也有绵羊。往往一个家庭能有上百头羊。蓋多州也以繁殖马著称。在平原地区可以看到许多马。

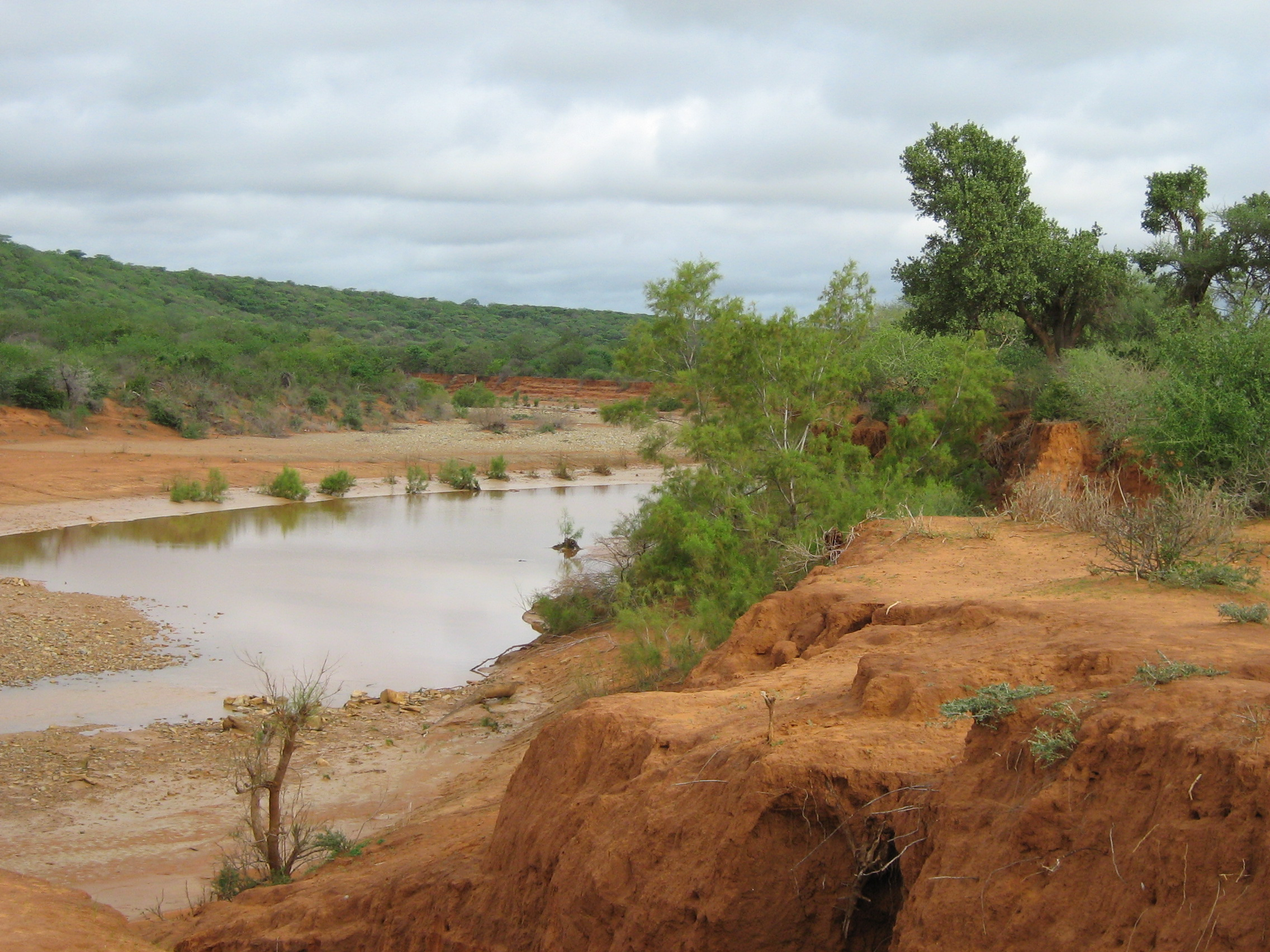
巴德拉以西26千米处的河谷

蓋多州的最高峰位于首府加爾巴哈雷西北约40千米。
蓋多州的山区有象、猎豹等野生动物，也经常有夜间有狮子的传说。在西部的草原上有狮子、鸵鸟、大羚羊、长颈鹿、疣豬和鬣狗。
朱巴河里有鳄、河马等大型动物。